# Blue Note Records

Blue Note Records logotyp.

Blue Note Records är ett amerikanskt skivbolag för jazzmusik, bildat 1939 av Alfred Lion (född Alfred Loew) och Max Margulis. Kort därefter anslöt också Francis Wolff (född Franz Wolff) medan Margulis inte hade någon framträdande roll. Lion och Wolff var tyska flyktingar undan repressionen i Nazityskland. Bolagets namn är inspirerat av termen "blå toner" (engelska: blue notes) inom jazz- och bluesmusik.
Historiskt sett är Blue Note främst förknippat med jazz-undergenren hardbop. Dock har bolaget också släppt flera album inom avantgarde- och frijazz. Några av Blue Notes mest berömda artister är Horace Silver, Jimmy Smith, Freddie Hubbard, Lee Morgan, Art Blakey och Herbie Hancock. John Coltranes Blue Train (1958) och Cannonball Adderleys Somethin' Else (1958) (med Miles Davis i en av hans sista bakgrundsroller) var gästframträdanden på Blue Note.
1965 köpte Liberty Records upp Blue Note Records. 1979 köptes de upp av EMI. Sedan Universal Music Group köpte upp EMI 2012, är det Universal som äger även Blue Note Records.
2018 kom en tysk dokumentär om skivbolagets historia, med titeln It Must Schwing – historien om Blue Note (It Must Schwing! – Die Blue Note Story).

## Diskografi i urval
- John Coltrane – Blue Train (1958)
- Cannonball Adderley – Somethin' Else (1958)
- Sonny Clark – Cool Struttin' (1958)
- Art Blakey and the Jazz Messengers – Moanin' (1959)
- Lee Morgan – The Sidewinder (1964)
- Eric Dolphy – Out to Lunch! (1964)
- Horace Silver – Song for My Father (1965)
- Herbie Hancock – Maiden Voyage (1966)